# Nebris occidentalis
Nebris occidentalis är en fiskart som beskrevs av Vaillant, 1897. Nebris occidentalis ingår i släktet Nebris och familjen havsgösfiskar. IUCN kategoriserar arten globalt som livskraftig. Inga underarter finns listade i Catalogue of Life.